# Sân chim ở Việt Nam

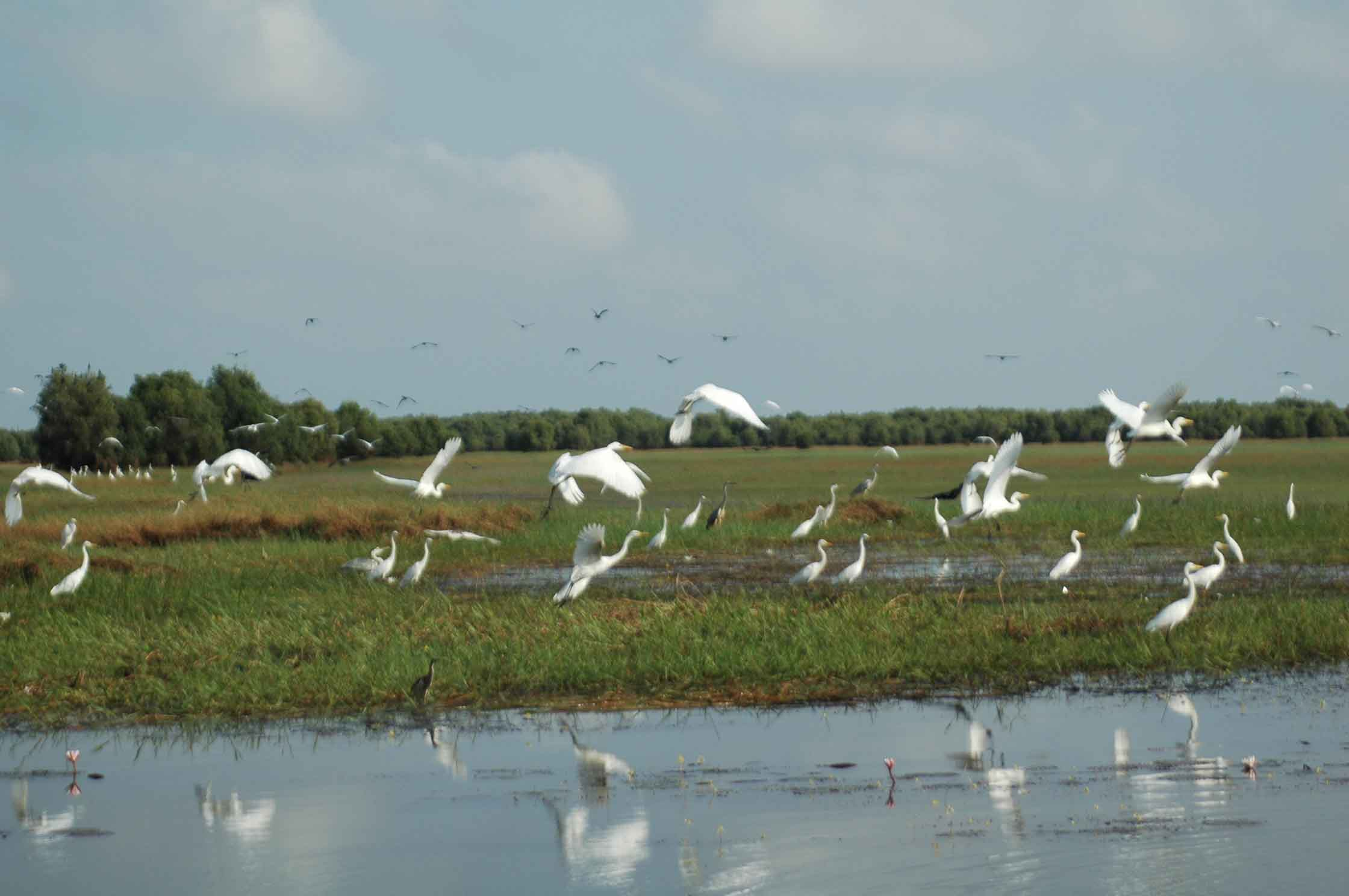
Vườn quốc gia Tràm Chim - một sân chim lớn bậc nhất đồng bằng sông Cửu Long.

Sân chim hay vườn chim, mảng chim, vườn cò, là địa điểm quy tụ thường xuyên các loài chim đến kiếm ăn và sinh sản. Các sách địa dư-chí ngày xưa thường gọi các địa điểm này là điểu đình (鳥庭). Sân chim là từ dùng chỉ khu vực chim đẻ chủ yếu trên mặt đất, vườn chim và máng chim là nơi chim đẻ trên cây. Cho đến 2019, Việt Nam có hơn 30 sân chim, bao gồm các sân chim nhân tạo của tư nhân mới lập; hầu hết trong số đó tập trung ở đồng bằng sông Cửu Long. Sân chim ở Việt Nam phải đối mặt với tình trạng đe dọa nghiêm trọng bởi nạn săn bắn. Nhiều sân chim đã được quy hoạch thành khu bảo tồn để bảo vệ, như Vườn chim Bạc Liêu,...

## Mô tả

### Tự nhiên
Sân chim được xác định là nơi vắng vẻ nhiều cây cỏ, hoặc là các khu rừng. Các địa điểm này có hệ thực vật phong phú, phát triển và khí hậu thích hợp cho các loài chim. Các khu vực này thường rất màu mỡ, do lượng phân chim bổ sung cho đất đai khu vực. Hầu hết sân chim ở khu vực đồng bằng sông Cửu Long đều phân bố trong các khu rừng ngập mặn. Các loài chim quý hiếm có: cò trắng, quắm đen, quắm trắng, bạc má, còng cọc, le le, cò trắng, cò lửa, cò ngàn lớn, cò ruồi, cò lửa,... trong đó, các loài như giang sen, diệc mốc và gà đẩy chỉ có ở miền Tây. Tỉnh Đồng Tháp có hơn 8.000 ha diện tích sân chim, tỉnh Long An có 5.000 ha, tỉnh An Giang có 845 ha, tỉnh Bạc Liêu có 250 ha,... Nhiều sân chim đã được quy hoạch thành khu bảo tồn để bảo vệ, như Vườn chim Bạc Liêu,...

### Vườn chim tư nhân
Tại các tỉnh như Bạc Liêu đã xuất hiện hình thức vườn chim tư nhân, là các vườn chim do các hộ dân trồng và chăm sóc. Điều này đã tạo ra môi trường sinh thái cho các loài chim, cò kéo về. Diện tích các vườn chim tư nhân cũng khá rộng, như Vườn chim Lập Điền ở xã Long Điền Tây, huyện Đông Hải có diện tích 21 ha; Vườn chim ấp 4 ở xã Phong Thạnh Tây, huyện Giá Rai rộng trên 20 ha. Một số vườn chim tư nhân cũng đã được chính phủ Việt Nam quy hoạch thành khu bảo tồn thiên nhiên, để bảo vệ một cách nghiêm ngặt, và dành cho các hoạt động nghiên cứu khoa học, đào tạo và quan trắc môi trường. Từ thập niên 1990, vườn cò Ngọc Nhị tại Ba Vì, Hà Nội đã được chính phủ quốc hữu hóa để chuyển đổi sang mục đích bảo tồn. Diện tích vườn cò gần 10 ha với gần 96 loài thực vật và 100 loài chim cò kéo đến sinh sống: cò trắng, cò bợ, cò khoang, cò lửa, cò mốc, vạc,...

## Tình trạng

### Đe dọa
Hiện nay, các sân chim trên khắp đồng bằng sông Cửu Long phải đối mặt với tình trạng bị đe dọa nghiêm trọng. Môi trường sinh thái bị phá hủy và nhiều loài biến mất. Tình trạng săn bắn trái phép không được ngăn chặn khiến số lượng các loài sụt giảm nghiêm trọng. Chim bị bẫy và bắt tràn lan. Các khu vực sân chim bị phá hủy do tình trạng lấn đất phá rừng để nuôi tôm, canh tác,... dẫn đến không chỉ chim mà hệ sinh thái động thực vật đa dạng của sân chim cũng mất đi. Hơn 150 loài thực vật thuộc 50 họ, cùng với 15 loài bò sát và 100 loài động vật khác bị đe dọa và đang đứng trước nguy cơ bị xóa sổ.
Các sân chim tư nhân ở vùng Bắc Bộ cũng gặp tình trạng tương tự, đặc biệt là nạn săn bắn. Một thống kê vào năm 2017, Vườn cò Đào Mỹ lớn nhất Bắc Giang có 15.000 cá thể chim, cò, đến 2018 chỉ còn khoảng 3.000 con. Tại nhiều nơi cò, chim thuộc nhiều chủng loại trở thành mặt hàng ẩm thực được mua bán, kinh doanh ăn uống công khai. Nhiều khu như Khu Du lịch Sinh thái Vườn cò Toàn Thắng ở xã Biển Bạch Đông, huyện Thới Bình, tỉnh Cà Mau làm thịt hàng trăm con mỗi ngày. Thực đơn là các tấm bảng quảng cáo lớn, ghi rõ: chim, cò, vạc, còng cọc,...

### Bảo vệ
Các quy định mới của pháp luật đã được mở rộng để bảo vệ các loài như chim, cò, vạc, còng cọc hoang dã. Các vi phạm có thể nhận mức phạt lên đến 500 triệu đồng. Giá trị mặt hàng vi phạm trên 300 triệu đồng thì có thể sẽ bị xử lý hình sự. Vườn cò Ngọc Nhị tại Hà Nội được xem là địa điểm sân chim cung cấp ẩm thực nổi tiếng Bắc Bộ. Các sai phạm đã bị chính quyền địa phương phát hiện, tiến hành kiểm tra và xử phạt. Tuy nhiên mức phạt hành chính và viết giấy cam kết được xem là khó hiệu quả trong việc bảo vệ các loài chim, cò.
Năm 2022, Chỉ thị số 04/CT-TTg ngày 17/5/2022 của Thủ tướng Chính phủ được ban hành. Chỉ thị chỉ ra nhiệm vụ, giải pháp cấp bách để bảo tồn chim hoang dã, di cư tại Việt Nam. Nội dung: "yêu cầu các sở, ban, ngành, đoàn thể địa phương các cấp yêu cầu cán bộ, công chức, người lao động và người dân không tham gia săn, bắt, mua, bán, vận chuyển, giết mổ, tiêu thụ, tàng trữ các loài chim hoang dã, di cư trái pháp luật. Đồng thời, không mua các cá thể chim để phóng sinh vì đây là hành vi tiếp tay cho hoạt động săn, bẫy chim hoang dã trái phép".

## Danh sách
Một thống kê vào năm 1995, có 17 vườn chim ở đồng bằng sông Cửu Long và 1 vườn chim ở Bắc Bộ. Năm 2019, đồng bằng sông Cửu Long có 31 sân chim.
Long An
- Khu bảo tồn đất ngập nước Láng Sen
- Rừng tràm Tân Lập

Đồng Tháp
- Vườn quốc gia Tràm Chim[10] hay Sân chim Tam Nông.
- Sân chim Gáo Giồng[10]
- Vườn cò Mỹ An

Tiền Giang
- Sân chim Tân Phước[10]

Bến Tre
- Sân chim Vàm Hồ[10] hay Sân chim Ba Tri.

An Giang
- Sân chim Trà Sư[10]

Kiên Giang
- Sân chim U Minh Thượng[10]

Cần Thơ
- Vườn cò Bằng Lăng[10] thuộc ấp Thới Bình 1, phường Thuận An, quận Thốt Nốt. Diện tích 1,7 ha, có 20 loài chim khác nhau sinh sống, gồm: cò ruồi, cò cá, cò ngà, cò ma, cò xanh, cò lép, cò đúm, cò sen, le le,...[18]

Hậu Giang
- Sân chim Mùa Xuân[10] thuộc xã Tân Phước Hưng, huyện Phụng Hiệp. Diện tích 130 ha, với 67 loài chim khác nhau, số lượng khoảng 20.000 cá thể.[19]
- Sân chim Phương Ninh[10]
- Sân chim Xà Phiên

Vĩnh Long
- Sân chim Hai Chìa ở ấp Gia Kiết, xã Tân Mỹ, huyện Trà Ôn. Diện tích 1,8 ha, chim cò có nhiều loài: cò ốc, quắm đen, cò ruồi, cốc đen, vạc, cò trắng,... với khoảng 2.000 cá thể (năm 2018).[20]

Trà Vinh
- Vườn cò ở chùa Khmer Nô Đôn (chùa Cò), ở xã Đại An, huyện Trà Cú. Trong khuôn viên 6 ha của chùa có nhiều loài chim cò sinh sống: cò trắng, cò quắm, cò đầu đỏ, cò đầu vàng, cò mỏ vàng, cò mỏ đen, cò giang, cò và,...[21]

Sóc Trăng
- Sân chim Mỹ Phước[10]
- Sân chim Phú Lợi[10]
- Sân chim Sáu Sôm ở ấp Trung Hòa, xã Gia Hòa 1, huyện Mỹ Xuyên. Diện tích khoảng 3,7 ha, có nhiều loài cò: cò ngà, cò lỡ, cò trắng, cò trâu, cò ma, cò mỏ vàng ăn ruồi,... các loài chim: diệc, quắm đen, vạc, cồng cộc, điên điển, bạc má, sáo,...[22]
- Vườn cò Hậu Bối ở ấp Hậu Bối, xã Đại Hải, huyện Kế Sách. Diện tích 3,5 ha; vườn cò có 5 loài chim nước là cò ngàng nhỏ, cò ruồi, vạc, cốc đen, cò bợ.[23]
- Vườn cò Tân Long thuộc xã Long Bình, huyện Ngã Năm. Diện tích 1,5 ha, chim cò có các loài: cò ma, cò ngà, cò quắm, còng cọc,...[24]

Bạc Liêu
- Vườn chim Bạc Liêu hay Vườn chim Hiệp Thành.
- Sân chim Lập Điền ở xã Long Điền Tây, huyện Đông Hải. Diện tích 21 ha, có hơn 30 loài chim cư trú, như: vạc, cò, cồng cọc, diệc, điên điển, chàng bè, chim sen,...[25]

Cà Mau
- Sân chim U Minh Hạ[10]
- Vườn chim Ngọc Hiển thuộc ấp Tân Tiến, xã Tân Ân Tây, huyện Ngọc Hiển. Diện tích khoảng 9,7 ha, chim, cò có nhiều loài: cò trắng, vạc, bạc má, còng cọc, diệc xám, điên điển, giang sen,...[26]
- Sân chim Chà Là hay Sân chim Cái Nước, thuộc xã Ðông Hưng, huyện Cái Nước. Diện tích khoảng 14 ha, chim có nhiều chủng loài: quắm đầu đen, giang sen, cò long bong, diệc, cò, cổ rắn,...[27]
- Vườn chim Cà Mau hay Vườn chim Lâm Viên, là một vườn chim nhân tạo; rộng 3,15 ha; là vườn chim nằm ngay giữa lòng thành phố Cà Mau. Chim gồm có: cồng cộc, vạc, cò bợ, cuốc, gà nước vằn, kịch, gà đồng, sáo, phướn, tu hú, bồng chanh,... với khoảng 6.000 cá thể (năm 2018).[28]
- Vườn cò Tư Sự ở ấp Quyền Thiện, xã Biển Bạch Đông, huyện Thới Bình. Diện tích 16 ha, chim có nhiều loài: cò trắng, cò quắm, cò ma, cò lép, cò ngà, cò ruồi, còng cọc, điên điển, bạc má, chim sen, vạc mốc, vạc lửa, trích mồng, trích ré,...[29]
- Vườn chim Tư Na hay Vườn chim Năm Căn ở khóm 9, thị trấn Năm Căn, huyện Năm Căn. Diện tích khoảng 30 ha, chim cò có các loài: bồ nông, nhan sen, chàng bè, cò quắm, diệc, vạc, điên điển, bìm bịp, còng cọc,...[30]
- Sân chim Đầm Dơi thuộc xã Tân Dân, huyện Đầm Dơi. Diện tích khoảng 132 ha, có 116 loài chim sinh sống.[31]

Thành phố Hồ Chí Minh
- Vườn cò Long Thạnh Mỹ thuộc quận 9, thành phố Hồ Chí Minh. Diện tích 3 ha, có nhiều loài chim cò sinh sống: cò mình đen cánh trắng, cò trắng mỏ vàng, cò trắng mỏ đen, cánh đốm đen, cò trắng mỏ vàng có cổ đốm vàng, cò xanh, cò cá, cò quắm,...[32]
- Vườn cò Thủ Đức

Ninh Bình
- Vườn chim Vân Long
- Vườn chim Thung Nham

Vĩnh Phúc
- Vườn cò Hải Lựu nằm ở xã Hải Lựu, huyện Sông Lô, Lập Thạch, Vĩnh Phúc. Diện tích 15 ha, có nhiều loài cò: cò trắng, cò lửa, cò ruồi, cò bợ, cò xanh,... và nhiều loài chim: sáo sậu, chào mào, diều hâu, bồ câu nâu,...[33]

Bắc Giang
- Vườn cò Đào Mỹ ở xã Đào Mỹ, huyện Lạng Giang. Diện tích gần 4 ha, có cò trắng, cò nâu và hai loại vạc.[34]

Thanh Hóa
- Vườn cò Tiến Nông

## Thuế sân chim
Thuế sân chim hay còn gọi là thuế điểu đình được trưng thu ở Hà Tiên thời Nguyễn, là loại thuế thu từ việc mua bán chim, bao gồm lông chim. Các thương nhân người Hoa là những người tìm kiếm loại mặt hàng lông chim, đặc biệt là lông của chim quý. Người dân địa phương bắt chim nhổ lông để bán. Loại thuế này bị vua Minh Mạng bãi bỏ vào năm 1820, thay vào đó là lệnh cấm săn bắn chim.
...tiểu dân trục lợi lấy việc đánh chim làm làm nghề nghiệp, làm hại nhiều sinh vật, lòng ta không nỡ để như thế. Vậy bãi đi.
Đến thời Pháp thuộc, khu vực Nam Bộ bị đánh thuế sân chim, gấp 4 lần thuế ruộng. Sau khi Đảng Cộng sản Việt Nam thành lập, trong các vùng giải phóng họ cũng đánh thuế này.

### Sách
- Bùi Đức Tịnh (1999). Lược khảo nguồn gốc địa danh Nam bộ. Nhà xuất bản Văn Nghệ.
- Nguyễn Mạnh Hùng (2001). Các dự án đầu tư ở Việt Nam đến năm 2010. Nhà xuất bản Thống kê.
- Nguyễn Văn Tân (2002). Từ điển địa danh lịch sử văn hóa du lịch Việt Nam. Nhà xuất bản Văn hóa-thông tin.
- Phạm Trung Lương (2000). Tài nguyên và môi trường du lịch Việt Nam. Nhà xuất bản Giáo dục.
- Phạm Văn Tú (2011). Tín ngưỡng thờ Bà Thiên Hậu ở Cà Mau. Nhà xuất bản Khoa học xã hội.
- Quốc sử quán triều Nguyễn (1998). Quốc triều chính biên toát yếu, Tập 1. Nhà xuất bản Thuận Hóa.
- Trần Hoài Dương (2002). Bốn mùa: Mùa thu. Nhà xuất bản Trẻ.
- Viện Sinh thái và Tài nguyên sinh vật (1995). Tuyển tập các công trình nghiên cứu sinh thái và tài nguyên sinh vật. Nhà xuất bản Khoa học và kỹ thuật.

### Tạp chí
- Nguyễn Duy Chuyên (1996). "Về sử dụng tài nguyên đất ngập nước vùng ven biển phía nam nước ta". Tạp chí hoạt động khoa học. Quyển 37 số 7. Bộ Khoa học, Công nghệ và Môi trường. tr. 21–25.
- Bộ Quốc Gia Giáo Dục (1965). "Văn hóa, nguyệt san: tập-san nghiên-cứu và phổ-thông, Các tập 14 – 16". Nhà Văn Hóa [và] Bộ Quốc Gia Giáo Dục. {{Chú thích tạp chí}}: Chú thích magazine cần |magazine= (trợ giúp)